# Henry Holt and Company
Henry Holt and Company é uma editora americana de livros sediada em Nova York. Uma das editoras mais antigas dos Estados Unidos, foi fundada em 1866 por Henry Holt e Frederick Leypoldt. Atualmente, a empresa publica nas áreas de ficção americana e internacional, biografia, história e política, ciência, psicologia e saúde, além de livros para literatura infantil. Nos EUA, opera com a Macmillan Publishers . 

## História
A empresa publica sob várias impressões, incluindo Metropolitan Books, Times Books, Owl Books e Picador. Também publica sob o nome de Holt Paperbacks.
A empresa publicou obras dos renomados autores Erich Fromm, Paul Auster, Hilary Mantel, Robert Frost, Hermann Hesse, Norman Mailer, Herta Müller, Thomas Pynchon, Robert Louis Stevenson, Ivan Turgenev e Noam Chomsky. 
De 1951 a 1985, Holt publicou a revista Field &amp; Stream.
Holt fundiu-se com a Rinehart &amp; Company de Nova York e a John C. Winston Company da Filadélfia em 1960 para se tornar Holt, Rinehart e Winston. O Wall Street Journal informou em 1º de março que os acionistas da Holt haviam aprovado a fusão, última das três aprovações. "Henry Holt é a principal preocupação, mas será conhecido como Holt, Rinehart, Winston, Inc."
A CBS comprou a empresa em 1967. Mas, em 1985, o grupo se separou e o braço de publicação de varejo, juntamente com o nome Holt, foi vendido ao Georg von Holtzbrinck Publishing Group, com sede em Stuttgart, que manteve a Holt como uma subsidiária de publicação sob seu nome original e nos EUA faz parte do grupo Editores da Macmillan. O braço editorial educacional, que manteve o nome de Holt, Rinehart e Winston, foi vendido para Harcourt. 

## Série de livros
- Amateur Studies
- American Science Series [6]
- English Readings [7]
- Leisure Hour Series [8]
- Leisure Moment Series
- Library of Foreign Poetry